# Hlavostojka skvrnitá
Hlavostojka skvrnitá (Caenotropus maculosus) je paprskoploutvá ryba z čeledi hlavostojkovití (Chilodontidae).
Druh byl popsán roku 1858 ichtyologem Carlem H. Eigenmannem.

## Popis a výskyt
Maximální délka ryby je 10,8 cm.
Tělo menší protáhlé, jasně stříbrné barvy. Tmavší barva na hlavě a hřbetu. Tmavá pigmentace na šupinách a ploutvích.
Byla nalezena ve vodách Jižní Ameriky: Cuyuni, Essequibo, Courantyne, Maroni.